# Мінченко Тамара Антонівна
Тама́ра Анто́нівна Мі́нченко — педагог, українознавець, заслужений працівник освіти України, громадсько-культурна діячка.

## Біографія
Народилася 28 квітня 1949 року в селі Коржівка Старокостянтинівського району Хмельницької області. Закінчила філологічний факультет Кам'янець-Подільського педагогічного інституту (1977). Працювала старшою піонервожатою, заступником директора Пилявської загальноосвітньої школи, заступником директора Старокостянтинівської ЗОШ № 6, директором Поповецької ЗОШ Старокостянтинівського району Хмельницької області, інспектором української мови і літератури міського відділу народної освіти м. Чернівці, директором школи-інтернату № 2 м. Чернівці (1988—1997), методистом гумунітарних предметів науково-технічної освіти Буковини, методистом українознавства Чернівецького обласного інституту післядипломної педагогічної освіти. Впродовж багатьох років — молодший науковий співробітник Національного науково-дослідного інституту українознавства Міністерства освіти і науки України. В 2011 році закінчила аспірантуру цього закладу. В 2018 році вийшла на заслужений відпочинок.

## Науково-творча робота
Досліджує питання історико-літературного краєзнавства й етнографії краю. Видала понад 20 навчально-інформаційних посібників: «Шкільні музеї Буковини», «До скарбниці спадщини Буковини» (2002), «У творчості — цвіт нації» (2001), «Бережемо традиції рідного краю» (2001), «Суцвіття творчості у вінок шани поету», «Буковинська скриня», «У вінок славному землякові», «Дмитро Загул — незабутній», «Україна — земля моїх предків» …
Тамара Мінченко учасниця 30 Міжнародних, Всеукраїнських та обласних науково-практичних конференцій виступи на яких опубліковані у збірниках. Ініціатор проведення науково-практичних учнівських конференцій «Українознавство — наука етики і життєдіяльності».

## Громадська діяльність
- Член Чернівецької обласної науково-координаційної ради з проблем українознавства;
- Заступник голови Буковинського етнографічного товариства Чернівецького національного університету імені Юрія Федьковича;
- Голови обласного об'єднання Всеукраїнського товариства «Просвіта» ім. Т. Г. Шевченка (2007—2008);
- Член редакційної ради літературно-просвітницького журналу «Українська ластівка».

## Відзнаки, нагороди
- Відмінник освіти України;
- Заслужений працівник освіти України;
- Нагрудний знак «Василь Сухомлинський»;
- Почесна відзнака Чернівецької обласної державної адміністрації «Лауреат премії ім. Омеляна Поповича»;
- Лауреат літературно-мистецької премії імені Івана Бажанського;
- Медаль «Будівничий України» (2008);
- Лауреат літературної премії ім. Дмитра Загула;
- Міжнародний Суверенний Християнський Орден Святого Архистратига Михайла У ступеня;
- Літературно-мистецька премія імені Ольги Кобилянської[1].

## Навчально-методичні посібники
- Уроки українознавства: 5-11 класи: навчально-методичний посібник / упоряд. Т. А. Мінченко. — Чернівці, 2004.- 348 с.
- Мінченко Т. А. Цілюще джерело української (уроки українознавства в 6 класі): навчально-методичний посібник.- Чернівці: Технодрук, 2008.
- Мінченко Т. А. Слідами історії державності України (уроки українознавства у 7 класі): навчально-методичний посібник. — Чернівці: Технодрук, 2008.
- Мінченко Т. А. Українознавство. Українська культура. 8 клас: підручник.- Чернівці: Технодрук, 2008.
- Мінченко Т. А. Шкільний музей як історична пам'ять і зв'язок поколінь: навчально-методичний посібник.- Чернівці, 2009.
- Мінченко Т. А. Я — українець. Українознавство. 9 клас: навчально-методичний посібник.- Чернівці: Технодрук, 2010.
- Мінченко Т. А. Українознавство. Українська нація. 10 клас: посібник. — Чернівці: Технодрук, 2012.
- Мінченко Т. А., Дєдов І. Н. Ігри та конкурси з українознавства: навчальний посібник. — Чернівці, 2012. — 100 с.
- Мінченко Т. А., Дєдов І. Н. Словник термінології з українознавства: навчальний посібник.- Чернівці, 2013. — 60 с.
- Мінченко Т. А., Дєдов І. Н. Зошит для практичних робіт з українознавства. 5 клас; посібник.-Чернівці, 2014.- 106 с.
- Мінченко Т. А., Дєдов І. Н. Зошит для практичних робіт з українознавства. 6 клас; посібник.-Чернівці, 2014.- 106 с.